# Technische Universität Peking
Die Technische Universität Peking (chinesisch 北京理工大學 / 北京理工大学), wegen der englischen Bezeichnung Beijing Institute of Technology oft BIT abgekürzt, ist eine staatliche Universität im Straßenviertel Zhongguancun (Stadtbezirk Haidian) der chinesischen Hauptstadt Peking. Die 1940 in Yan’an als Ingenieurschule gegründete Einrichtung ist heute dem Ministerium für Industrie und Informationstechnik unterstellt. Die Technische Universität Peking ist eine der führenden Forschungsuniversitäten in China und gehört zu den Hochschulen des Projekts 211 sowie des Projekts 985, die staatlicherseits besonders gefördert werden. Zu den strategischen Partnern der Technischen Universität Peking gehören elf chinesische Provinzen und regierungsmittelbare Städte sowie 40 Stadt- und Bezirksregierungen. Die Universität kooperiert außerdem mit 90 Bildungseinrichtungen in 29 Ländern sowie mehr als hundert großen einheimischen und internationalen Unternehmen.

## Geschichte

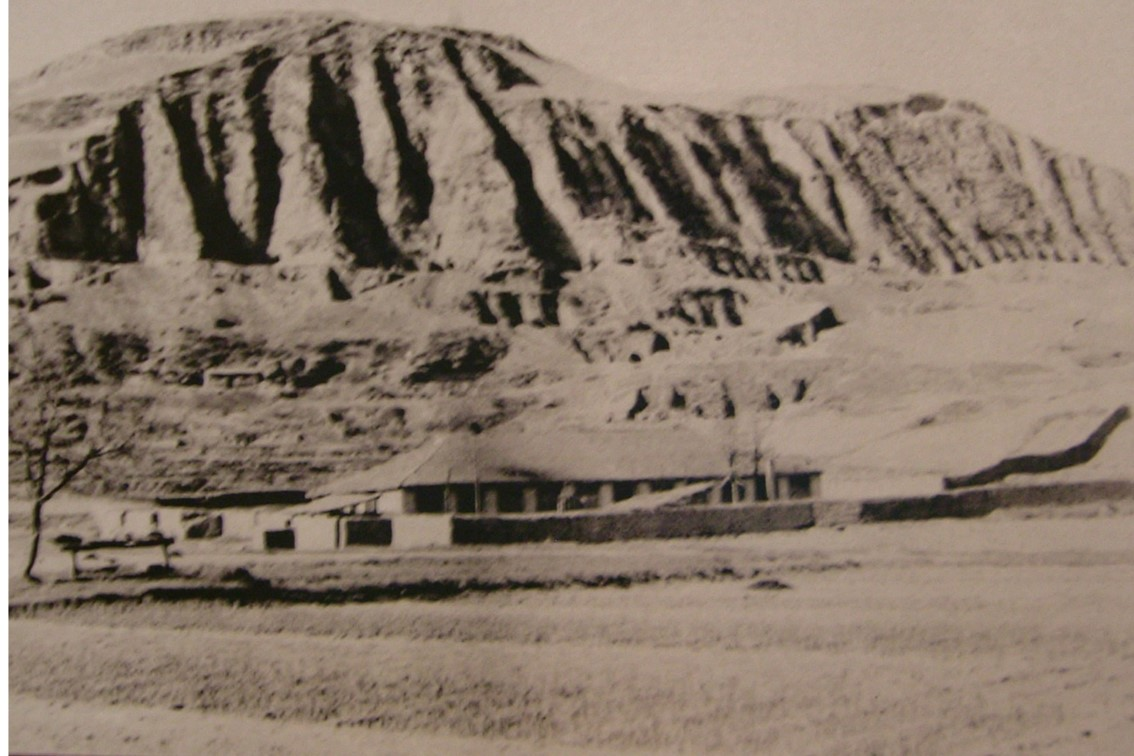
Yan’an-Akademie für Naturwissenschaften (1939–1943)

Im Jahr 1939 beschloss das damals in Yan’an ansässige Zentralkomitee der Kommunistischen Partei Chinas, eine Akademie für Naturwissenschaften (自然科学研究院) zu gründen, um die industrielle Produktion, vor allem von Rüstungsgütern, in den Provinzen Shaanxi, Gansu und Ningxia zu unterstützen. Im März 1940 wurde die Akaemdie dann in „Yan’an-Akademie für Naturwissenschaften“ (延安自然科学院) umbenannt. Im Januar 1946 wurde der Sitz der Akademie für Naturwissenschaften nach Zhangjiakou in Hebei verlegt und die Einrichtung entsprechend in „Polytechnische Fachschule des Grenzgebiets Shanxi-Chahar-Hebei“ (晋察冀边区工业专门学校) umbenannt. Am 24. August 1948 wurde die Akademie als Polytechnikum ein Teil der damals in Jingxing bei Shijiazhuang angesiedelten Nord-China-Universität (华北大学工学院). Im September 1950 wurden die Fakultäten für Mathematik, Physik und Chemie der nach der Gründung der Volksrepublik China am 1. Oktober 1949 schrittweise aufgelösten Chinesisch-Französischen Universität (中法大学) in das Polytechnikum integriert, der Sitz der Einrichtung wurde auf den Campus der Universität im Stadtbezirk Dongcheng von Peking verlegt.

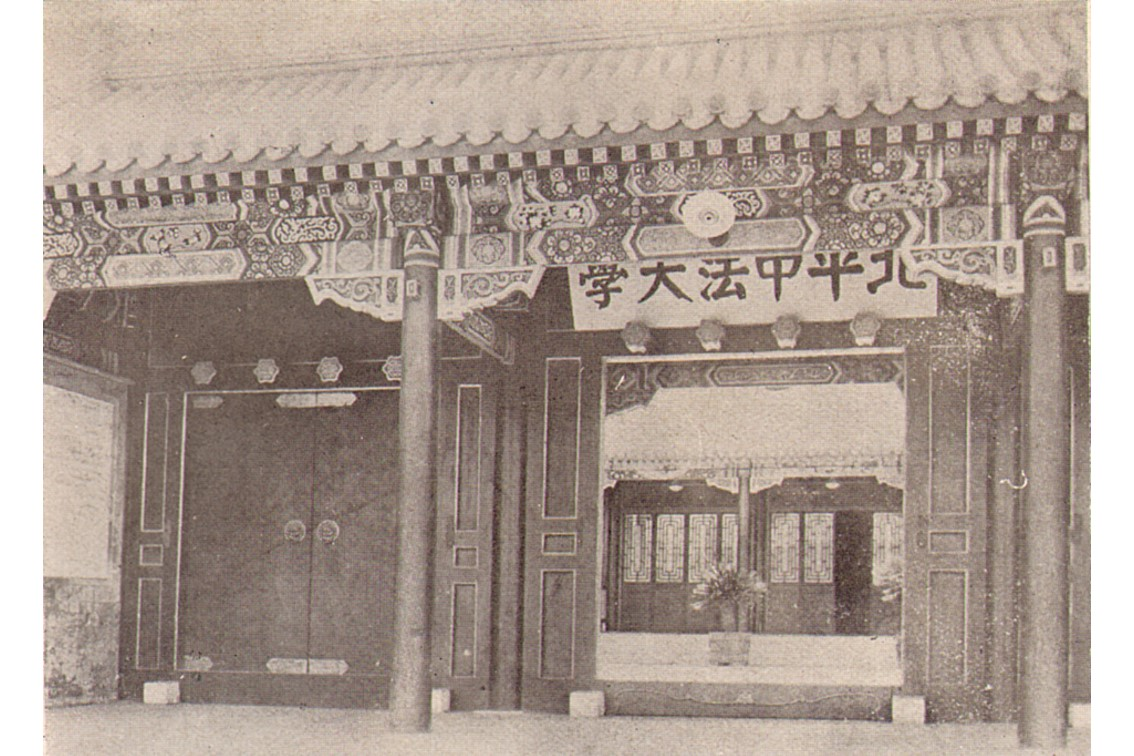
Peking-Polytechnikum (1952–1955)

Am 18. November 1951 wurde das Polytechnikum per Beschluss des Bildungsministeriums aus der Nord-China-Universität herausgelöst und nahm am 1. Januar 1952 unter dem Namen „Peking-Polytechnikum“ (北京工业学院) als eigenständige Universität die Arbeit auf. Das Peking-Polytechnikum war die erste auf militärische Anwendungen spezialisierte Hochschule der Volksrepublik – die heutige Universität für Wissenschaft und Technik der Landesverteidigung wurde erst 1953 gegründet. Ihr Auftrag war, für das Land rote Wehrtechnik-Ingenieure heranzubilden (为国家培养红色国防工程师), und sie ist bis heute für Rüstungsprojekte lizenziert.
Das Institut für Luftfahrttechnik wurde per Anweisung des Bildungsministeriums vom 24. Oktober 1952 aus dem Peking-Polytechnikum herausgelöst und daraus zusammen mit den entsprechenden Instituten der Tsinghua-Universität und der Sichuan-Universität die Luftfahrtakademie Peking gebildet. 1954 kamen sowjetische Experten an das Polytechnikum und unterstützten an der Fakultät für Technische Mechanik (力学工程系) den Aufbau von Fachbereichen für Granatenkonstruktion, Artilleriezünder und Granatenbefüllung.

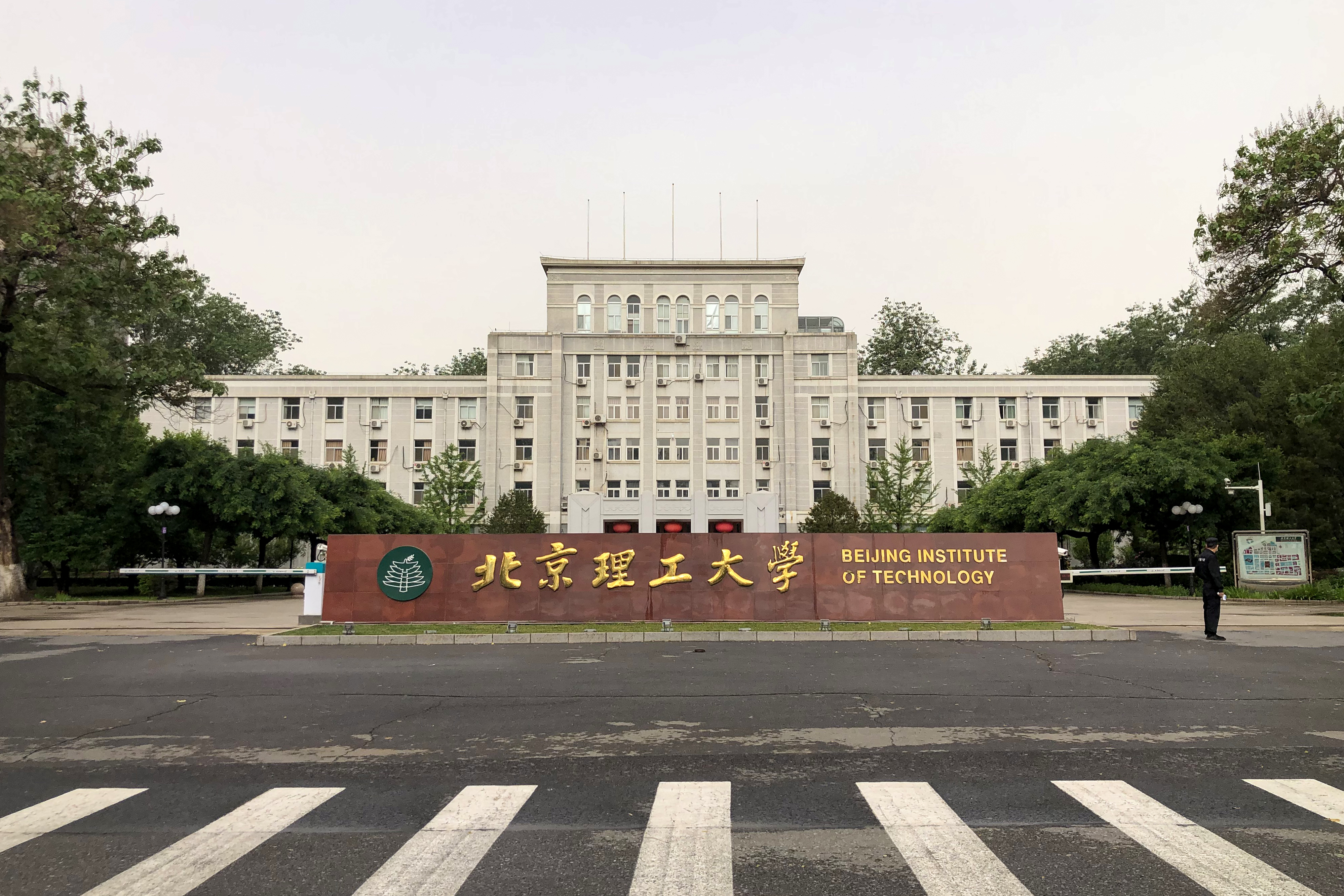
Hauptgebäude des Zhongguancun-Campus (seit 1956)

Anfang 1956 bezog das Polytechnikum neue Gebäude auf dem heutigen Campus im Stadtbezirk Haidian.
Am 22. März 1959 wurde das Peking-Polytechnikum vom Zentralkomitee der KPCh zu einer der 16 Nationalen Schwerpunkthochschulen (全国重点大学) ernannt. Mit dem Ausbruch der Kulturrevolution 1966 wurde die Aufnahme neuer Studenten zwar zunächst eingestellt, dann aber 1972 wieder aufgenommen.
1984 gehörte das Peking-Polytechnikum zu den 25 Schlüssel-Universitäten, die von der chinesischen Regierung im Rahmen des siebten Fünfjahresplans besondere Unterstützung erhielt. Im gleichen Jahr wurde sie vom Staatsrat der Volksrepublik China als eine der ersten 22 chinesischen Universitäten autorisiert, probeweise eine Graduiertenschule (研究生院) zu betreiben.
1980 wurde im Zuge der Reform- und Öffnungspolitik die Fakultät für Industrial Engineering gegründet, die heutige Fakultät für Betriebswirtschaft.
Nachdem auch Fakultäten für Naturwissenschaften und Geisteswissenschaften gegründet worden waren und sich das Polytechnikum somit von einer reinen Ingenieurschule hin zu einer Universität mit breiterem Bildungsangebot entwickelt hatte, wurde der Name am 2. April 1988 in „Technische Universität Peking“ (北京理工大学) geändert. Im Dezember 1995 gehörte die Technische Universität Peking zu den ersten 15 Teilnehmer des Projekts 211, 1998 wurde sie in das Projekt 985 aufgenommen. Aus Mitteln letzteren Programms erhielt sie 1 Milliarde Yuan an Fördergeldern: 300 Millionen vom Bildungsministerium, 300 Millionen von der Kommission für Wissenschaft, Technik und Industrie für Landesverteidigung und 400 Millionen von der Stadt Peking.
Am 15. März 2008 ging die Verantwortung für die Universität von der an jenem Tag aufgelösten Wehrtechnik-Kommission auf das neugegründete Ministerium für Industrie und Informationstechnik über.
Der Rektor der Universität ist qua Amt Staatssekretär im Ministerium. Am 26. August 2010 beschloss die Betriebszelle der KPCh, dass das Motto der Universität „Einigkeit, Fleiß, Sachlichkeit, Innovation“ (团结、勤奋、求实、创新) lauten sollte.

## Campus

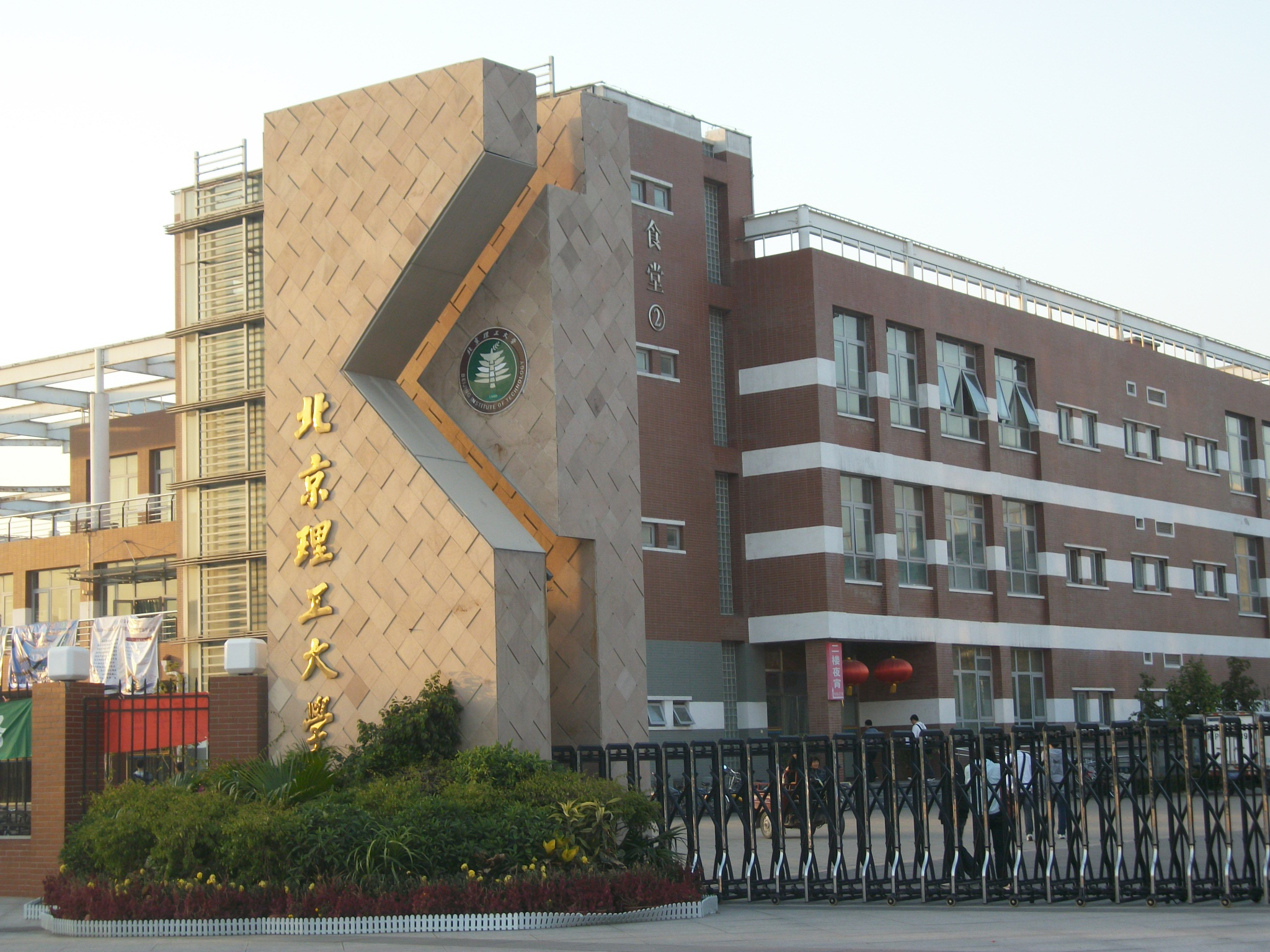
Liangxiang-Campus

Der Hauptcampus der Universität (中关村校区) mit einer Fläche von 71 ha liegt im Pekinger Hochtechnologie-Bezirk Zhongguancun. Einen weiteren Campus (良乡校区) mit einer Gesamtfläche von 203 ha gibt es in der Universitätsstadt Liangxiang (良乡大学城) des Stadtbezirks Fangshan im Südwesten von Peking. Nordwestlich des Duftberg-Parks, wie der Hauptcampus im Stadtbezirk Haidian, befindet sich der 17 ha große Westberg-Campus (西山校区). Anders als bei den anderen beiden Pekinger Campus gibt es dort keine Wohnheime, sondern nur Labors.
Im Kreis Huailai, Provinz Hebei, befindet sich der am 10. September 2020 gegründete Huailai-Campus (怀来校区), bestehend aus der 67 ha großen Versuchsbasis Huailai (怀来试验基地) in der Großgemeinde Xiaonanxinbu sowie dem 100 ha großen Technikstädtchen (理工小镇) in der benachbarten Großgemeinde Donghuayuan, wo man sich in enger Zusammenarbeit mit örtlichen Betrieben mit Wehrtechnik befasst, vor allem mit sauberen Energiequellen für die Landesverteidigung, der Steuerung von Flugkörpern sowie der Verarbeitung von Massendaten.
Ebenfalls in Hebei, direkt am Golf von Bohai, befindet sich der Qinhuangdao-Campus (秦皇岛分校). Nach seiner Gründung im Jahr 1984 wurden dort einjährige Propädeutika angeboten, nach denen die Studenten auf den Hauptcampus in Peking kamen, um ihre eigentliches Studium aufzunehmen. Seit 2004 werden dort nur noch Angehörige ethnischer Minderheiten aufgenommen, etwa 500 pro Jahr, die nun nicht mehr auf ein Studium an der Technischen Universität Peking vorbereitet werden, sondern für die zehn Minderheiten-Universitäten des Landes.
Der am 8. Mai 2004 gegründete Zhuhai-Campus (珠海学院) im Stadtbezirk Xiangzhou von Zhuhai, Provinz Guangdong, erstreckt sich über 333 ha, der Unterrichtsschwerpunkt dort liegt bei Informatik, Maschinenbau, Chemieingenieurwesen sowie Materialwissenschaft und Werkstofftechnik. Ebenfalls in Guangdong liegt das im Mai 2019 zusammen mit der Stadtregierung von Shenzhen und der Regierung des dortigen Stadtbezirks Pingshan gegründete Automobilforschungsinstitut (北京理工大学深圳汽车研究院). Hierbei handelt es sich um eine Außenstelle des Nationalen Forschungszentrums für Elektrofahrzeuge (电动车辆国家工程研究中心) der Universität auf dem Hauptcampus in Peking, wo man sich – ursprünglich auf Anweisung der damaligen Kommission für Wissenschaft, Technik und Industrie für Landesverteidigung – bereits seit 1992 mit Elektromobilität befasst.
Am 23. April 2019 wurde zusammen mit der Verwaltung des Neuen Stadtbezirks Liangjiang im Industriepark Longxing des Stadtbezirks Yubei von Chongqing das Innovationszentrum Chongqing (重庆创新中心) gegründet.
Man befasst sich dort vor allem mit Fahrzeugtechnik, Informatik, Künstlicher Intelligenz und Massendaten, neuen Materialien und modernen Waffen.
Außerdem baut das Innovationszentrum seit 2021 das über mehrere Standorte in Chongqing verteilte Facettenauge-Tiefraumradar (中国复眼) zur Ortung von Asteroiden und Raumflugkörpern zwischen Sonne und Jupiter.
Das im April 2020 gegründete Forschungsinstitut für Mikroelektronik (重庆微电子研究院) befindet sich im Straßenviertel Xiyong (西永街道) des zentralen Stadtbezirks Shapingba von Chongqing.
Man befasst sich dort mit intelligenten, auf Mikrosystemen basierenden Sensoren, integrierten Schaltkreisen und neuen Halbleitermaterialien. In diesem Forschungsinstitut findet kein Unterricht statt, es gibt jedoch Plätze für Postdoktoranden.

## Fakultäten
Im Studienjahr 2022/2023 hatte die Technische Universität Peking folgende Fakultäten:
- Fakultät für Raumfahrttechnik[28]
  - Fachbereich Flugkörperkonstruktion
  - Fachbereich Flugkörpersteuerung
  - Fachbereich Start und Treibstoff
  - Fachbereich Mechanik[29]
- Fakultät für Elektrotechnik[30]
  - Fachbereich unbemannte Luftfahrzeuge
  - Fachbereich elektrotechnische Systeme
  - Fachbereich Mechanik
  - Fachbereich Energie- und Antriebstechnik
  - Fachbereich Erkundung und Steuerung
  - Fachbereich Sicherheitstechnik
  - Fachbereich intelligente Systeme[31]
- Fakultät für Maschinenbau und Fahrzeugtechnik[32]
  - Fachbereich Fahrzeugtechnik[33]
  - Fachbereich Energie und Antriebstechnik[34]
  - Fachbereich Produktionstechnik[35]
- Fakultät für Optik und Photonik[36]
- Fakultät für Informatik und Elektronik[37]
- Fakultät für integrierte Schaltkreise und Elektronik[38]
- Fakultät für Automatisierung[39]
- Fakultät für Computertechnik[40]
- Fakultät für Netzwerksicherheit[41]
- Fakultät für Materialwissenschaft[42]
  - Fachbereich Materialphysik und -chemie
  - Fachbereich Materialverarbeitung
  - Fachbereich makromolekulare Stoffe
  - Fachbereich Metalle und anorganische Nichtmetalle
  - Fachbereich Materialien für Energietechnik und Umweltschutz[43]
- Fakultät für Chemie und Chemieingenieurwesen[44]
- Fakultät für Biowissenschaften[45]
  - Fachbereich Biologie
  - Fachbereich Medizintechnik[46]
- Fakultät für Medizintechnik[47]
- Fakultät für Mathematik und Statistik[48]
  - Fachbereich Mathematik[49]
  - Fachbereich Angewandte Mathematik[50]
  - Fachbereich Wissenschaftliches Rechnen und Systemwissenschaft[51]
  - Fachbereich Wahrscheinlichkeitsrechnung und Finanzmathematik[52]
  - Fachbereich Statistik[53]
- Fakultät für Physik[54]
  - Fachbereich theoretische Physik
  - Fachbereich kondensierte Materie
  - Fachbereich optische Physik
  - Fachbereich Computerphysik[55]
- Fakultät für Betriebswirtschaft[6]
  - Fachbereich Industrial Engineering[56]
  - Fachbereich internationaler Handel und Finanzwesen[57]
  - Fachbereich technische Betriebswirtschaft und strategisches Management[58]
  - Fachbereich Verwaltungswissenschaft und Logistik[59]
  - Fachbereich Buchhaltung[60]
  - Fachbereich Marketing[61]
  - Fachbereich Angewandte Wirtschaftswissenschaft[62]
  - Fachbereich Organisation und Personalwesen[63]
- Fakultät für Geistes- und Sozialwissenschaften[64]
- Fakultät für Marxismusstudien[65]
- Fakultät für Rechtswissenschaft[66]
- Fakultät für Fremdsprachen[67]
  - Fachbereich Englisch
  - Fachbereich Japanisch
  - Fachbereich Deutsch
  - Fachbereich Spanisch[68]
- Fakultät für Design und Kunst[69]
  - Fachbereich Industrielles Design[70]
  - Fachbereich Visuelle Kommunikation[71]
  - Fachbereich Umweltdesign[72]
  - Fachbereich Plastik[73]
  - Fachbereich Kulturerbe[74]
  - Fachbereich traditionelles Kunsthandwerk[75]

Im Dezember 2022 studierten an der Technischen Universität Peking 26.286 Diplomanden und 5525 Doktoranden, dazu kamen noch 1294 ausländische Studenten. Zu diesem Zeitpunkt waren an der Universität 5861 Dozenten tätig, davon 2643 Professoren, davon wiederum 39 Mitglieder der Chinesischen Akademie der Wissenschaften oder der Chinesischen Akademie der Ingenieurwissenschaften. Von den Professoren waren 1354 als Doktorandenbetreuer qualifiziert. Im Jahr 2022 betrug der wissenschaftliche Etat der Universität 6,132 Milliarden Yuan.
Rektor der Universität im Rang eines Staatssekretärs ist seit dem 27. Mai 2022 der Radarexperte Long Teng (龙腾, * 1968), bis dahin Prorektor.

## Universitätsbibliothek
Die Bibliothek der Technischen Universität Peking entstand 1940 und besteht heute aus der Hauptbibliothek auf dem Zhongguancun-Campus und einer Zweigstelle auf dem Liangxiang-Campus. Das Bibliotheksgebäude auf dem Hauptcampus wurde ursprünglich 1985 errichtet, 2005 wurde eine neue Bibliothek mit 25.509 m² Gebäudenutzfläche erbaut. Die Bibliothek auf dem Liangxiang-Campus mit einer Gebäudenutzfläche von 30.190 m² wurde 2008 gebaut. In beiden Bibliotheken zusammen gibt es 3137 Arbeitsplätze und etwa 3000 Netzwerkknoten. Ende 2022 besaß die Universitätsbibliothek 2,282 Millionen gedruckte Werke sowie 15,154 Millionen elektronische Medien (davon 13,414 Millionen elektronische Diplom- und Doktorarbeiten). Die Bibliothek fungiert auch als Lehreinrichtung: seit 2007 werden dort Diplomanden der Informationswissenschaft ausgebildet, seit 2016 in Zusammenarbeit mit der Fakultät für Geistes- und Sozialwissenschaften.

## Universitätsverlag
Der Verlag der Technischen Universität Peking (北京理工大学出版社, Beijing Institute of Technology Press) wurde 1985 von der damals für die Hochschule zuständigen Kommission für Wissenschaft, Technik und Industrie für Landesverteidigung mit 10 Angestellten und einem Startkapital von 230.000 Yuan gegründet. Im Juni 1995 gehörte er zur ersten Gruppe der Verlage, welche die Berechtigung erhielten, elektronische Medien zu veröffentlichen. 2005 erhielt der Verlag die Berechtigung, Audio- und Videoprodukte herauszugeben, seit 2014 ist der Verlag berechtigt, Online-Publikationen herauszugeben.
Das Hauptgeschäftsfeld des Verlags sind Lehrbücher, sowohl für den Unterricht an Hochschulen als auch zum Selbststudium für im Berufsleben stehende Erwachsene.
Daneben hat der Verlag auch ein breites Angebot an populärwissenschaftlichen Büchern für Kinder, inklusive Bilderbüchern für Kinder ab 2 Jahren.
Im Januar 2020 wurde das Wissenschaftlich-technische Zentrum für gemeinsame Gelehrsamkeit (学术融合科技中心) gegründet, das gemeinsam mit ausländischen Partnerverlagen englischsprachige Fachzeitschriften herausgibt.
Im Jahr 2023 waren dies – in Zusammenarbeit mit der American Association for the Advancement of Science – „Energy Material Advances“, „Cyborg and Bionic Systems“, sowie „Space：Science & Technology“. An letzterem Projekt ist auch die Chinesische Akademie für Weltraumtechnologie beteiligt, Chefredakteur ist Ye Peijian, der Vater der chinesischen Mondsonden.
Die Redaktion der seit 2014 unter der Leitung von Wu Weiren (damals Technischer Direktor des Mondprogramms der Volksrepublik China) erscheinenden, chinesischsprachigen „Zeitschrift für Tiefraumerkundung“ (深空探测学报) hat ihren Sitz auf dem Zhongguancun-Campus der Universität.
Sie wird jedoch nicht vom Universitätsverlag herausgegeben, sondern direkt vom Ministerium für Industrie und Informationstechnik, in der Redaktion sind neben Professoren der Technischen Universität Peking auch andere Universitäten sowie die China Aerospace Science and Technology Corporation vertreten.

## Absolventen
- Huang Chunping (* 1938, Technische Mechanik)
- Zeng Qinghong (* 1939, Automatische Steuerung)
- Hong Hu (* 1940, Chemieingenieurwesen)